# Швальбе, Конрад
Конрад Швальбе (нем. Konrad Schwalbe; 15 декабря 1927, Кала, Тюрингия — 10 июня 2004, Клостер-Ленин, Бранденбург) — немецкий кинорежиссёр
, драматург, сценарист, актёр, киновед, искусствовед, педагог, ректор. Доктор философских наук (1956).

## Биография
До 1950 года изучал немецкую филологию и философию в Университете Йены, работал редактором в издательстве «Thüringer Volksverlag» в Эрфурте. В конце 1951 года стал аспирантом кафедры теории и истории литературы и искусства Института общественных наук в Берлине при ЦК СЕПГ. Получив диплом искусствоведа, в декабре 1956 года защитил докторскую диссертацию по философии. Работал научным сотрудником в ЦК СЕПГ. В 1957 году стал секретарём художественного совета и главным драматургом студии художественных фильмов ДЕФА.
В 1960 году — профессор Немецкой академии киноискусства и киношколы (теперь Киноуниверситета Бабельсберг имени Конрада Вольфа), заведующий сценарной кафедры. В 1964 году стал членом научно-художественного совета главного киноуправления при Министерстве культуры ГДР. В ноябре того же года был назначен ректором Киноуниверситета вместо К. Метцига, занимал эту должность до 1969 года, после чего вернулся к преподавательской деятельности. С 1977 года преподавал драматургию и анализ художественных фильмов, теорию монтажа, технику написания сценариев, а также инструменты и процессы проектирования фильмов.
С 1980 по 1986 год вновь был назначен ректором университета, который в 1969 году был переименован в Академию кино и телевидения ГДР.
Дебютировал в кино в 1975 году в фильме «Тиль Уленшпигель» (режиссер: Райнер Симон). Автор нескольких киносценариев. Снялся, как актёр в 2 фильмах.

## Избранная фильмография
- 1959 — Verwirrung der Liebe (драматург)
- 1960 — Das Leben beginnt (драматург)
- 1963 — Джульетта жива (сценарист (в соавт.))
- 1965 — Весне нужно время (сценарист (в соавт.))
- 1968 — Abschie (драматург)
- 1975 — Тиль Уленшпигель (актёр)
- 1987 — Vorspiel (актёр)